# Lebap

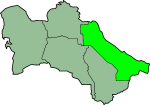
Provinsens läge i Turkmenistan

Lebap (turkmeniska: Lebap welaýaty/Лебап велаяты) är en provins i Turkmenistan, belägen i landets östra del, med gräns mot Uzbekistan längs floden Amu-Darja. Achal hade 1 370 400 invånare år 2005 på en yta av 1 334 500 km². Huvudort är Türkmenabat.  

## Distrikt
Provinsen är indelad i 16 distrikt (etraplar; singular etrap) och tre städer (il)  :
- Distrikt
  - Atamyrat
  - Beýik Türkmenbaşy
  - Birata
  - Dovletli
  - Farap
  - Galkynyş
  - Garabekewül
  - Garaşsyzlyk
  - Halaç
  - Hojambaz
  - Köýtendag
  - Magdanly
  - Sakar
  - Saýat
  - Serdarabat
  - Seýdi

- Städer
  - Magdanly
  - Seýdi
  - Türkmenabat